# Útok na dopravní terminál Doněckhirmaš
Útok na doněcký dopravní terminál Doněckhirmaš se odehrál 22. ledna 2015, kdy došlo za pomocí dělostřelectva, pravděpodobně minometu, k ostřelování dopravního uzlu Doněckhirmaš v Leninském obvodu Doněcka.

## Průběh útoku
Dne 22. ledna 2015 v 9:00 ráno východoevropského času (UTC+2) došlo k ostřelování dopravního terminálu, jehož součástí byly autobusová a tramvajová zastávka Závod Doněckhirmaš (ukrajinsky Завод Донецькгірмаш, rusky Завод Донецкгормаш) v Kuprinově ulici Leninského obvodu města Doněck.
První střela dopadla na tramvajové koleje, přibližně 300 metrů od smyčky. Další střela dopadla na konečnou zastávku MHD Doněckhirmaš, přičemž zasáhla také malý obchůdek vedle samotného dopravního terminálu, jemuž prorazila střechu.
Podle očitých svědků byly kolem 9:30 ráno odpáleny čtyři střely. Tlaková vlna vybila okna nejen trolejbusu a dalších dopravních prostředků, ale rovněž budov v okolí, čímž došlo ke zranění několika desítek lidí. Dvě osoby zemřely na autobusové zastávce, další dvě zemřely již v trolejbusu.
Podle předběžných výsledků vyšetřování mise pozorovatelů OSCE zemřelo minimálně sedm lidí na místě, dalších více než 20 lidí bylo zraněno. V odpoledních hodinách téhož dne zveřejnila Organizace pro bezpečnost a spolupráci v Evropě (OSCE) informace o celkem osmi zemřelých, jež obdržela ze strany doněcké márnice.

## Reakce na útok

### Ukrajina
Podle Ministerstva obrany Ukrajiny se dělostřelecký útok uskutečnil cca 15 km od pozic ukrajinských ozbrojených sil. Podle hlavního štábu ATO (Antiteroristická operace) měli podíl na útoku rovněž členové ozbrojených sil tzv. DLR, kteří zahájili palbu na obytné čtvrti Doněcka.
Bývalý poradce Ministerstva vnitra Ukrajiny Anton Heraščenko později k této tragické události sdělil, že ukrajinské letectvo se na útoku nepodílelo a pozice ukrajinských ozbrojených sil se nacházely poměrně daleko. Rovněž podotkl, že se během útoku používalo střelivo s nízkým výkonem. Kromě Heraščenka obvinil Rusko z útoku i mluvčí ministerstva obrany Ukrajiny pro otázky ATO Andrij Lysenko, který tvrdil, že nejbližší pozice ukrajinských sil byly ve vesnici Pisky, což je zhruba 10 km severozápadně od centra Doněcka, tedy mimo dosah ukrajinského dělostřelectva.
Prokuratura Ukrajiny klasifikovala ostřelování hromadné dopravy v Doněcku jako teroristický útok. Kromě toho prohlásila, že navíc disponuje informacemi od svědků o nákladním autě s minometem, jež se nacházelo v Kujbyševském obvodu Doněcka na severozápadě města a které zahájilo palbu směrem na Leninský obvod (kde bylo samotné místo útoku).

### Rusko a tzv. DLR
Několik proruských médií hned po útoku zveřejnilo, že se mohlo jednat o palbu dělostřeleckými minami ráže 82 mm. Mimo jiné byla vyhlášena operace zadržení „ukrajinské diverzní jednotky“. Navzdory skutečnosti, že Doněck není součástí Ruské federace, bylo prokuraturou Ruské federace zahájeno trestní řízení ohledně útoku na dopravní terminál.
K útoku se vyjádřil ruský ministr zahraniční Sergej Lavrov, který ve svém projevu vyjádřil soustrast pozůstalým obětí a zraněným, načež obvinil Ukrajinu z ostřelování dopravního terminálu.

### OSCE a jiné organizace
Pozorovatelská mise OSCE hned několik hodin po útoku sdělila, že palba se vedla ze severozápadního směru, a že se pravděpodobně při útoku používaly minomety. Amnesty International označila tento útok za porušení mezinárodního práva, které musí být nezaujatě a transparentně vyšetřeno.
Dva dny po tragédii pozorovatelé z Human Rights Watch sdělili, že poškozená část vozovky byla „na příkaz místních úřadů“ narychlo opravena, což znemožnilo jakékoliv další vyšetřování.